# Ferncliff Cemetery
Entrada do Ferncliff Cemetery na Secor Road
O Ferncliff Cemetery and Mausoleum está localizado na Secor Road no vilarejo de Hartsdale, vila de Greenburgh, Condado de Westchester, Nova Iorque, cerca de 25 milhas ao norte de Midtown Manhattan. Ele foi fundado em 1902, e não é sectário. Ferncliff tem três mausoléus comunitários, um crematório, uma pequena capela e um escritório principal localizado nos fundos do prédio principal.

## Sepultados famosos
- Aaliyah (1979-2001), cantora, atriz
- Paul Althouse (1889-1954), cantor de ópera
- Harold Arlen (1905-1986), compositor
- Tommy Armour (1895-1968), golfista
- Leopold Auer (1845-1930), violinista
- Arleen Auger (1939-1993), cantora de ópera
- Albert Austin (1877-1953), ator, diretor e roteirista
- Arthur Baer (1886-1969), jornalista
- James Baldwin (1924-1987), romancista, ensaísta
- Richard Barthelmess (1895-1963), ator
- Mit'hat Frasheri (1880-1949), diplomata, escritor e político
- Béla Bartók (1881-1945), compositor, pianista, estudioso; seus restos mortais foram transferidos para o Cemitério de Farkasréti em Budapeste, Hungria, em 1988
- Charles Beard (1874-1948), educador, historiador
- Mary Ritter Beard (1867-1958), historiadora
- Joseph P. Bickerton, Jr. (1878-1936), advogado, produtor teatral
- Sherman Billingsley (1900-1966), dono de restaurante, dono da Stork Club
- Ballington Booth (1857-1940), reformador social (Voluntários da América)
- Maud Booth (1865-1948), co-fundador da Voluntários da América
- Irène Bordoni (1895-1953), atriz, cantora
- Connee Boswell (1907-1976), cantora
- Peaches Browning (1910-1956), atriz
- Adolph Caesar (1933-1986), ator
- Cab Calloway (1907-1994), músico
- Norte Calloway (1948-1990), ator
- Salvatore Cardillo (1880-1947), compositor
- Hattie Carnegie (1880-1956), designer de moda
- Thomas Carvel (1906-1990), fundador da Carvel Ice Cream
- Mady Christians (1900-1951), atriz
- Michael "Trigger Mike" Coppola (1900-1966), mafioso
- Alexander Cores (1900-1994), violinista
- Joan Crawford (1905-1977), atriz
- Myrtle Vail (1888-1978), atriz
- Lya De Putti (1899-1931), atriz
- Jack Donahue (1888-1930), ator
- O.L. Duke (1953-2004), ator
- Lew Fields (1867-1941), ator e comediante
- Michel Fokine (1880-1942), coreógrafo
- Donald Foster (1889-1969), ator
- Nahan Franko (1861-1930), músico
- Anis Fuleihan (1900-1970), músico
- Betty Furness (1916-1994), atriz, advogada do consumidor, e comentarista
- Jane Gail (1890-1962), atriz
- Judy Garland (1922-1969), atriz e cantora
- Maria Gay (1879-1943), cantora de ópera
- Minnie Gentry (1915-1993), atriz
- Oscar Hammerstein II (1895-1960), escritor e produtor
- Annette Hanshaw (1901-1985), cantora
- Moss Hart (1904-1961), dramaturgo e diretor
- Kitty Carlisle Hart (1910-2007), atriz e cantora
- Irene Hayes (1896-1975), mulher de negócios; fundada Irene Hayes Wadley & Smythe e Gallagher Steak House
- Karen Horney (1885-1952), psiquiatra
- Alberta Hunter (1895-1984), cantora e compositora
- Jerome Kern (1885-1945), compositor
- Wellington Koo (1888-1985), diplomata, estadista; Embaixador da República da China
- H. H. Kung (1881-1967), Ministro das Finanças e Indústria da República da China
- Avon Longo (1910-1984), ator, cantor e bailarino
- Marion Lorne (1883-1968), atriz
- Moms Mabley (1899-1975), comediante
- Malcolm X (El-Hajj Malik El Shabazz-; 1925-1965), líder dos direitos civis, nascido Malcolm Little
- Hugh Marlowe (1911-1982), ator
- William Moulton Marston (1893-1947), criador da Mulher Maravilha quadrinhos
- Elsa Maxwell (1883-1963), colunista
- Jason Mizell (1965-2002), DJ
- Ludwig von Mises (1881-1973), economista e filósofo
- Thelonious Monk (1917-1982), músico
- Ona Munson (1910-1955), atriz
- Nat Nakasa (1937-1965), escritor Sul-Africano
- Dagmar Nordstrom (1903-1976), pianista, compositor, um dos Nordstrom Sisters
- Frederick O'Neal (1905-1992), ator
- William Oberhardt (1882-1958), Artista, pintor de retrato, ilustrador, escultor
- David M. Potts (1906-1976), congressista dos EUA, House of Rep. (NY)
- Otto Rank (1884-1939), psiquiatra
- Connie Rasinski (1907-1965), animador
- Basil Rathbone (1892-1967), ator
- Sharon Redd (1945-1992), cantora
- Charles Revson (1906-1975), fundador da Revlon Cosmetics
- Peter Revson (1939-1974), piloto de corrida
- Paul Robeson (1898-1976), ator, cantor e ativista de direitos civis
- Gene Rodemich (1890-1934), pianista
- Arsenio Rodríguez (1911-1970), compositor
- Sigmund Romberg (1887-1951), compositor
- Jerry Ross (1926-1955), compositor
- Diana Sands (1934-1973), atriz
- Friedrich Schorr (1888-1953), cantor de ópera
- Malik Sealy (1970-2000), guarda NBA (Minnesota Timberwolves)
- Betty Shabazz (1936-1997), filósofa; esposa de Malcolm X
- Malcolm Shabazz (1984-2013), neto de Malcolm X
- Toots Shor (1903-1977), dono de restaurante
- Otto Soglow (1900-1975), escritor e cartunista (The New Yorker)
- Soong Ai-ling (1888-1973), a mais velha das três irmãs Soong
- Soong May-ling (1897-2003), a primeira-dama da República da China
- T. V. Soong (1891-1971), empresário e político
- Alfred Steele (1901-1959), presidente do conselho de Pepsi, casado com Joan Crawford
- Preston Sturges (1898-1959), escritor e diretor
- Ed Sullivan (1901-1974), apresentador de TV
- Anya Taranda (1915-1970), modelo e dançarina
- Diana Trilling (1905-1996), escritor e crítico literário
- Lionel Trilling (1905-1975), crítico literário
- Judy Tyler (1932-1957), atriz
- Myrtle Vail (1888-1978), atriz
- David Warfield (1866-1951), ator
- Cornell Woolrich (1903-1968), autor, roteirista
- Joe Young (1889-1939), compositor
- Nikola Tesla (1856-1943), cientista e inventor
- Whitney Young (1921-1971), reformador social ( National Urban League )

## Cremações Famosas
Pessoas notáveis cujos restos foram cremados em Ferncliff e cujas cinzas foram tomadas em outro lugar incluem:
- Alan Freed (1921-1965), DJ de rádio conhecido como "O Pai do Rock & Roll". Suas cinzas foram transferidas para o Rock and Roll Hall Of Fame em 2002.
- Jim Henson (1936-1990), criador dos Muppets. Suas cinzas foram espalhadas em seu rancho em Santa Fé, Novo México.
- John Lennon (1940-1980), cantor e compositor (Fundador da banda britânica The Beatles)
- Alan Jay Lerner (1918-1986), compositor e dramaturgo
- Nelson Rockefeller (1908-1979), governador de Nova York e vice-presidente dos Estados Unidos. Suas cinzas foram espalhadas em sua propriedade.
- Lenore Ulric (1892-1970), atriz
- Raymond Walburn (1887-1969), ator
- Christopher Reeve (1952-2004), ator